# Ratpenat de llança pàl·lid
El ratpenat de llança pàl·lid (Phyllostomus discolor) és una espècie de ratpenat de la família dels fil·lostòmids. Viu a Amèrica del Sud i Centreamèrica. Tot i que la seva validesa ha estat qüestionada, se'n reconeixen dues subespècies:
- Phyllostomus discolor discolor - la majoria a Colòmbia, l'est de l'Equador, Veneçuela, les Guaianes, Bolívia, el Perú, el Paraguai i Brasil[1]
- Phyllostomus discolor verrucosus - Mèxic, Amèrica Central, i Colòmbia i l'oest de l'Equador[1]

## Descripció
Aquesta és una espècie de ratpenat relativament robusta. La longitud total del cos i el cap dels adults varia entre 8 i 11 centímetres i tenen una envergadura d'ala d'uns 42 centímetres. Els mascles tenen un pes mitjà de 45 grams, mentre que el de les femelles és de 40 grams. El color del pelatge del cos és variable, poden ser des d'un marró groguenc pàl·lid fins a un color gairebé negre. El pit i el ventre és molt més pàl·lid, poden ser des de gairebé blanc fins al gris.
Les seves ales són grans, i tenen un allargament de 7,13 i una càrrega alar de 13,6 pascals. L'uropatagi és gran, estenent-se fins al turmells, i unes tres vegades la longitud de la cua, l'extrem de la qual es projecta des de la cara superior de la membrana. El rostre és ample, amb un musell curt i un crani arrodonit, que cobreix un gran cervell amb hemisferis cerebrals ben desenvolupats. La protuberància en forma de fulla està ben desenvolupada i té una projecció llarga i ample en forma de llança a la cara superior. Les orelles també són amples i prou llargues com per arribar a la punta del musell quan les projecten cap endavant. Els mascles tenen unes grans glàndules a la gola, les quals estan gairebé totalment absents a les femelles.

## Distribució i hàbitat
Aquesta espècie viu des del sud de Mèxic fins al nord del Perú, Bolívia i Paraguai, i al sud-est del Brasil. Els registres de la seva presència del nord de l'Argentina estan en controvèrsia, ja que es basen en un únic individu que posteriorment no fou tornat a veure. Viu a foscos de les terres baixes i zones agrícoles, en elevacions fins als 610 metres per sobre del nivell del mar.

## Comportament
El ratpenat de llança pàl·lid és un animal nocturn que passa el dia en forats als arbres o les entrades de coves, on viu en colònies de fins a 400 individus. Dins de cada colònia, els individus s'ajunten en petits grups, formats per només mascles o un mascle dominants i fins a 15 femelles. La composició dels harems varia, ja que les femelles canvien de grup en funció dels mascles. Les femelles d'un harem sovint es netegen l'una a l'altre, encara que són agressives amb els estranys.
Mentre s'alimenten, aquests ratpenats sovint viatgen en grups de fins a 12 individus, volant en fila i agafant torn per visitar les flors. Per obtenir el nèctar, volen constantment endavant i enrere fins que han drenat la flor, aterrant només molt breument abans de tornar a enlairar-se.
Un tret destacable d'aquest ratpenat és que sembla que és capaç de jutjar la forma dels objectes a partir del sons reflectits de manera independent a la seva mida. Aquesta habilitat podria estar estesa entre els ratpenats que fan servir l'ecolocalització, encara que en el cas d'aquesta espècie aquesta facultat està ben documentada. De fet, mostren un repertori vocal rarament complex, format per fins a 20 sons diferents, similar al de molts primats no humans. A més de la comunicació vocal, els mascles deixen marques odoríferes als nius fent servir les secrecions de les glàndules de la seva gola. Ambdós sexes poden reconèixer específicament als mascles només per la seva secreció

## Dieta
Són animals omnívors, que s'alimenten principalment de nèctar, pol·len i flors. S'ha documentat que són pol·linitzadors, especialment de l'espècie Caryocar coriaceum. Encara que la majoria d'informes estan d'acord que s'alimenten principalment de nèctar i altres parts de les plantes, en algunes parts de la seva àrea de distribució, els insectes poden representar una part significativa de la seva font d'aliment. En alguns casos, poden alimentar-se de nèctar durant l'estació seca i canviar als insectes, com els coleòpters, els hemípters, les mosques o les arnes, durant l'estació de pluges.

## Reproducció
L'aparellament té lloc principalment dins dels harems, encara que les femelles de vegades poden ser perseguides per mascles de fora del grup abans de la còpula. La temporada d'aparellament, si existeix, és variable en funció de la zona on viuen, estant restringida a l'estiu a Guatemala, encara que aparentment tenint lloc tot l'any al Brasil. El període de gestació també pot ser variable.
El jove neix gairebé sense pèl, encara que ja té vibrisses i alguns pèls a les potes i a l'uropatagi. Inicialment la mare el porta amb ella mentre s'alimenta, però al cap d'uns dies, el comença a deixar al niu, on altres adults de l'harem toleren la seva presència, podent-se, fins i tot, aferrar al mascle de l'harem. Els joves poden volar a les 5 o 6 setmanes i són completament deslletats als 3 mesos. Quan són separats dels adults emeten crits de socors, encara que no fan ús de l'ecolocalització fins als 10 dies després de néixer. Aquests crits són inicialment més llargs i de més baixa intensitat, canviant als dels adults quan comencen a volar.